# Mourzouq
Mourzouq (variantes : Mourzouk, Marzuq ou Murzuq ou Merzoug ; en arabe : مرزق) est une oasis et une ville située au sud-ouest de la Libye.
Cet important nœud de communications situé, comme Oubari, sur la route sud-ouest / nord-est qui sépare l'erg Mourzouq au sud de l'erg Oubari au nord, est le chef-lieu du district de Mourzouq et la deuxième agglomération en importance de la région du Fezzan (après Sebha).

## Histoire

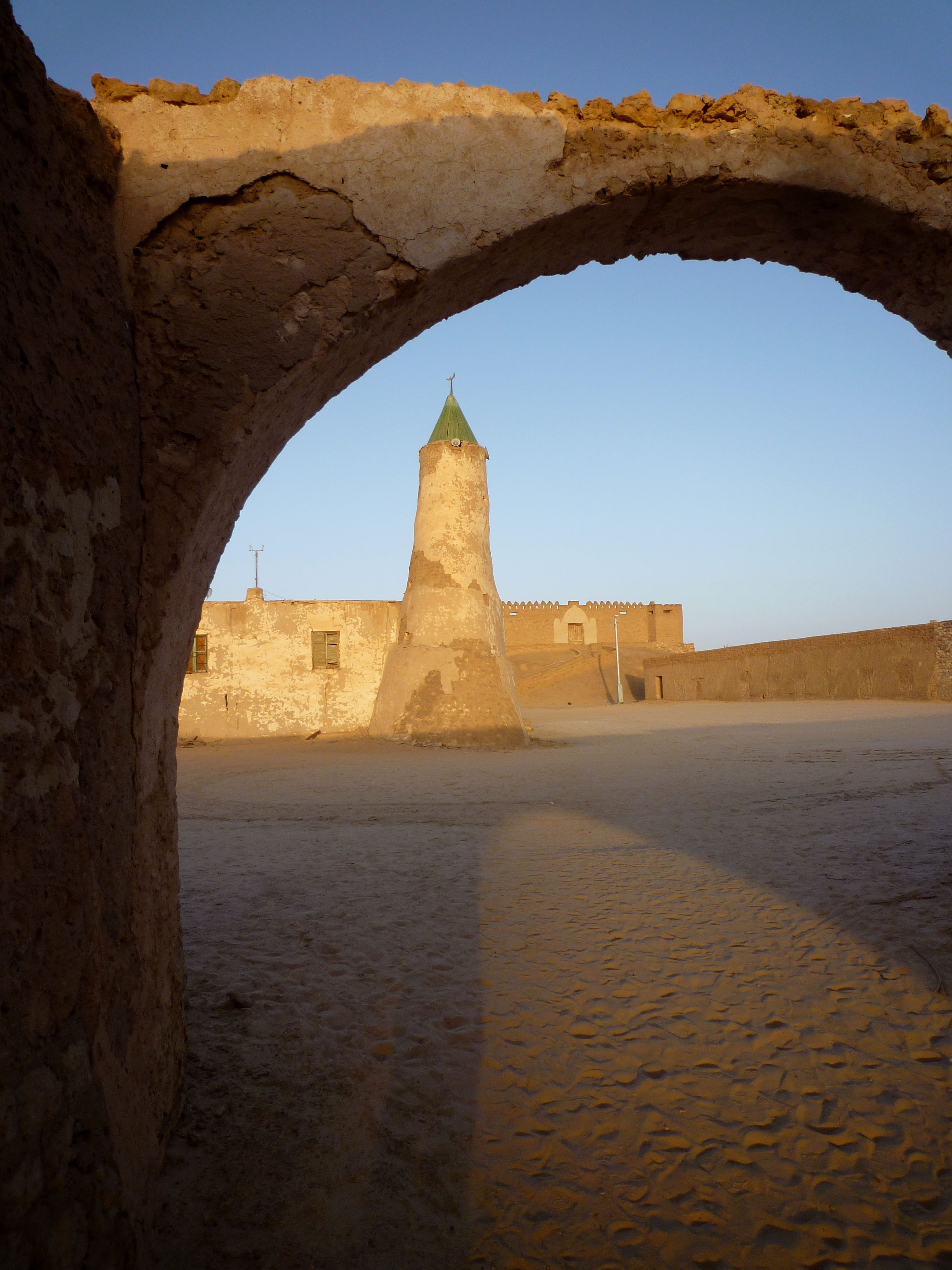
Le fort ottoman et la mosquée de Mourzouq.

En 1574, sous la domination ottomane, comme dans la plupart des autres rares oasis de la zone, Murzuq, un fort fut construit et occupé par une garnison ottomane jusqu'en 1582-1583, surnommé le « Paris du Sahara. »
La ville est cédée aux Italiens en 1912 lors de la guerre italo-turque, devenant une partie de la Libye italienne. Le fort ottoman est utilisé par les garnisons coloniales italiennes.
Dans le monde, on surnomme régulièrement Mourzouq « La clé de l'Occident », en référence au rôle crucial que la ville a joué durant la Première et la Deuxième Guerre mondiale.[réf. nécessaire]
Le 2 janvier 1941, le lieutenant-colonel Colonna d'Ornano, officier français aux côtés des forces de la France libre du général Leclerc est mortellement touché par une rafale de mitrailleuse en attaquant le terrain d’aviation de Mourzouk dans le cadre d'un raid organisé avec le Long Range Desert Group,.
En 1960, sa population est estimée à 7 000 habitants.

### Première guerre civile libyenne
Lors de la guerre civile libyenne de 2011, le 19 août, à la tête du « bataillon du bouclier du désert », Barka Wardougou, un chef militaire toubou, s'empare de Mourzouq,, lors de la campagne du Fezzan au nom du Conseil national de transition (CNT). Barka Wardougou dirige ensuite le conseil militaire de Mourzouq,.

### Seconde guerre civile libyenne
Le 4 août 2019, plus de 40 personnes sont tuées et plus de 60 autres blessées lorsque des avions de l'Armée nationale libyenne de Khalifa Haftar bombardent une zone résidentielle de Mourzouq.

## Population
Mourzouq est la capitale officieuse des Toubous dans le Fezzan, qui constituent de loin la principale communauté de la ville (contrairement à Sebha où ils ne sont qu'une minorité).
La ville est aussi peuplée de Touaregs, d'Arabes et d'al-Ahali (des Libyens noirs descendants d'esclaves ou de migrants économiques d'Afrique sub-saharienne) constituant un mélange hétéroclite.

## Économie

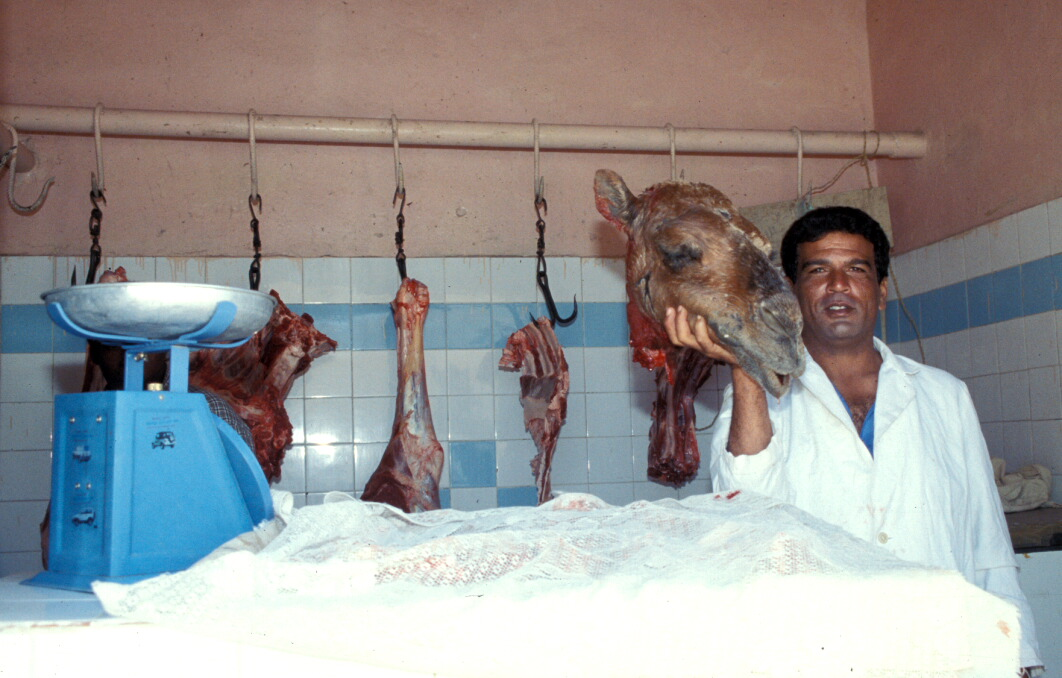
Boucherie de viande de chameau à Mourzouq.

La route Transafricaine 3 Tripoli (Libye)-Le Cap (Afrique du Sud) passe par Mourzouq.
On estime qu'environ 70 % de la population de Mourzouq travaille dans le secteur de l'exploitation artisanale des mines d'or (directement ou dans la logistique), dont les principaux sites se trouvent aux frontières avec le Tchad et le Niger.

## Personnalité liée
- Jean Colonna d'Ornano y est mort en 1941.